# Hidroelektrična energija
Hidroelektrična energija jest električna energija dobivena od mehaničke energije vode. Predstavlja 14 % svjetske električne energije, gotovo 4210 TWh u 2023., što je više od svih ostalih obnovljivih izvora zajedno, a također i više od nuklearne energije. Hidroenergija može na zahtjev osigurati velike količine električne energije s niskim udjelom potrošnje ugljika, što je čini ključnim elementom za stvaranje sigurnih i čistih sustava opskrbe električnom energijom. Hidroelektrana koja ima branu i akumulaciju vode fleksibilan je izvor jer se količina proizvedene električne energije može povećati ili smanjiti u kratkom vremenu kao odgovor na promjenjivu potražnju. 
Nakon gradnje, hidroelektrana ne proizvodi izravan otpad i gotovo uvijek emitira znatno manje stakleničkih plinova od energetskih postrojenja na fosilna goriva. Međutim, kada se gradi u nizinama kišnih šuma, gdje je dio šume potopljen, mogu se emitirati znatne količine stakleničkih plinova. Izgradnja hidroelektrana može imati značajan utjecaj na okoliš, prvenstveno u gubitku obradivog zemljišta i raseljavanju stanovništva. One također narušavaju ekosustave rijeka, utječući na staništa, zamuljivanje i eroziju. Dok brane mogu ublažiti rizike od poplava, kolaps brana može imati katastrofalne učinke.
Godine 2021. globalno instalirani hidroenergetski kapaciteti dosegli su gotovo 1400 GW, što je najviše među svim tehnologijama obnovljive energije. Hidroenergija ima značajan udjel u zemljama poput Brazila, Norveške i Kine. Energija plime i oseke može se koristiti u pogodnim obalnim područjima.
Kina je 2022. godine dodala 24 GW hidroelektrične snage, što čini gotovo tri četvrtine globalnih povećanja kapaciteta hidroelektrana. Europa je dodala 2 GW, svoj najveći iznos od 1990. Globalno je 2022. proizvodnja hidroelektrične energije porasla za 70 TWh (+2 %), ostajući najveći obnovljivi izvor energije i nadmašujući sve druge tehnologije njezine proizvodnje zajedno.

## Povijest
Hidroenergija se od davnina koristla za mljevenje žita i druge poslove. U kasnome 18. stoljeću hidraulička energija osigurala je energiju potreban za početak industrijske revolucije. Sredinom 1700-ih francuski je inženjer Bernard Forest de Bélidor objavio Architecture Hydraulique, u kojemu su opisani hidraulični strojevi s okomitom i vodoravnom osi, a 1771. kombinacija vodene snage, stroja za predenje i kontinuirane proizvodnje Richarda Arkwrighta odigrala je značajnu ulogu u razvoju tvorničkih sustava. U 1840-ima razvijene su hidrauličke mreže za proizvodnju i prijenos hidroenergije krajnjim korisnicima.
Do kraja 19. stoljeća razvijen je električni generator koji se mogao spojiti s hidraulikom, a rastuća potražnja industrijske revolucije poticala je razvoj u tom smjeru. William Armstrong 1878. godine u Cragsideu u Northumberlandu u Engleskoj razvio je prvu hidroelektranu na svijetu, a koristio ju je za napajanje lučne svjetiljke u svojoj umjetničkoj galeriji. Stara elektrana Schoelkopf br. 1 u blizini slapova Niagare počela je proizvoditi električnu energiju 1881. godine; ona je korištena za manji broj lučnih svjetiljaka u mjestu Niagara Falls. Prva Edisonova hidroelektrana Vulcan Street Plant proradila je 30. rujna 1882. u Appletonu u Wisconsinu, sa snagom od oko 12,5 kilovata. Do 1886. bilo je 45 hidroelektrana u SAD-u i Kanadi; a do 1889. bilo ih je 200 samo u SAD-u.
Početkom 20. stoljeća mnoge su male hidroelektrane gradile komercijalne tvrtke u planinama u blizini gradskih područja. U Grenobleu je1925. Međunarodnu izložbu hidroenergije i turizma posjetilo više od milijun posjetitelja. Kako su elektrane postajale sve veće, njihove povezane brane omogućile su kontrolu poplava, navodnjavanje i plovidbu. Američki Bureau of Reclamation koji je početkom 20. stoljeća započeo niz projekata navodnjavanja na zapadu zemlje, sada je gradio velike energetske sustave kao što je Hooverova brana iz 1928. godine.
Hidroelektrane su se nastavile povećavati tijekom 20. stoljeća. Početna elektrana na Hooverovoj brani od 1345 MW bila je najveća svjetska hidroelektrana 1936.; zasjenila ju je 1942. hidroelektrana Grand Coulee od 6,809 MW. Hidroelektrana Itaipu otvorena je 1984. u Južnoj Americi kao najveća, sa snagom od 14 GW, ali ju je 2008. nadmašila hidroelektrana Tri klanca u Kini s 22,5 GW. Hidroelektrična energija sada opskrbljuje zemlje poput Norveške, Demokratske Republike Kongo, Paragvaja i Brazila s više od 85 % njihove električne energije.

## Budući potencijal
Neke su zemlje do kraja razvile svoj hidroenergetski potencijal i imaju vrlo malo prostora za rast: Švicarska proizvodi 88 % svog potencijala, a Meksiko 80 %. Godine 2021. Međunarodna agencija za energiju (IEA) izjavila je da su potrebni dodatni napori kako bi se ograničile klimatske promjene. Godine 2022. objavila je glavnu prognozu od dodanog 141 GW stvorenog hidroenergijom u razdoblju od 2022. do 2027., što je malo niže od implementacije od 2017. do 2022. godine. Budući da su vremena za dobivanje ekoloških dozvola i izgradnju duga, procjenjuju da će hidroenergetski potencijal ostati ograničen, sa samo dodatnih 40 GW koji se smatraju mogućima u scenariju ubrzanog razvoja.
IEA je 2021. istaknula velike potrebe za modernizacijom postojećih sustava.:67

## Osobine
Električna energija predstavlja jedan od najčišćih oblika energije. Mogućnosti dobivanja električne energije raznovrsne su, a najprihvatljiviji su načini dobivanja iz obnovljivih izvora energije, kao što su hidroelektrane, vjetroelektrane te solarne elektrane. Od obnovljivih izvora energije hidroelektrane su najraširenije. Njihov je udio među obnovljivim izvorima energije oko 88 % (podatak za 2005. godinu). To je posljedica više čimbenika. Za razliku od vjetra ili sunca, čiji intenzitet je nepredvidljiv te ovisi o meteorološkim prilikama, voda, odnosno njen volumni protok, je puno stabilniji i stalniji tijekom godine. To znači da je i opskrba električnom energijom pouzdanija. Također, vrlo zanimljiva skupina hidroelektrana su reverzibilne hidroelektrane, koje omogućavaju dva režima rada, te kao takve su vrlo isplative i poželjne za izgradnju. Procjenjuje se da je 2005. godine 20 % ukupne svjetske potrošnje električne energije bilo opskrbljeno upravo energijom iz hidroelektrana, što je približno 816 GW.

### Prednosti

#### Fleksibilnost
Hidroenergija je fleksibilan izvor električne energije jer elektrane mogu u kratkom roku povećavati i smanjivati proizvodnju kako bi se prilagodile promjenjivim zahtjevima za energijom. Hidroturbine imaju vrijeme pokretanja reda veličine nekoliko minuta. Iako je baterija brža, njezin je kapacitet malen u usporedbi s hidroenergijom. Potrebno je manje od 10 minuta da se većina hidroelektrana dovede od hladnog pogona do punog opterećenja; ovo je brže od nuklearne energije i gotovo svih fosilnih goriva. Proizvodnja električne energije također se može brzo smanjiti kada postoji višak proizvodnje električne energije. Stoga se ograničeni kapacitet hidroelektrana općenito ne koristi za proizvodnju bazične energije, osim kada treba isprazniti akumulacije zbog poplava ili zadovoljiti nizvodne potrebe za vodom. Umjesto toga, one mogu poslužiti kao rezerva za sporije generatore električne energije.

#### Snaga visoke vrijednosti
Glavna prednost konvencionalnih hidroelektrana s akumulacijama njihova je sposobnost skladištenja vode po niskoj cijeni za kasniju upotrebu u vidu čiste električna energija visoke vrijednosti. Godine 2021. IEA je procijenila da akumulacije svih postojećih konvencionalnih hidroelektrana zajedno mogu pohraniti ukupno 1500 teravat-sati (TWh) električne energije u jednom punom ciklusu, što je oko 170 puta više energije od globalnog kapaciteta reverzibilnih hidroelektrana. Ne očekuje se da će kapacitet baterijskog skladištenja nadmašiti kapacitet skladištenja reverzibilnih elektrana tijekom 2020-ih. Kada se koristi za namirenje vršne snage za zadovoljenje potražnje, hidroelektrična energija ima veću vrijednost od bazične snage i mnogo veću vrijednost u usporedbi s povremenim izvorima energije kao što su vjetroelektrane i sunčeve elektrane.
Hidroelektrane imaju dug ekonomski vijek, a neke elektrane rade i nakon 50-100 godina. Operativni troškovi rada obično su niski jer su postrojenja automatizirana i imaju malo osoblja tijekom normalnog rada.
Tamo gdje brane imaju višestruku namjenu mogu im se dodati hidroelektrane uz relativno niske troškove izgradnje, pružajući koristan dotok prihoda za nadoknadu troškova rada brane. Izračunato je da će prodaja električne energije iz hidroelektrane Tri klanca pokriti troškove izgradnje nakon 5 do 8 godina pune proizvodnje. Međutim, neki podaci pokazuju da će u većini zemalja velike hidroelektrane biti preskupe i predugo će se graditi da bi se ostvario pozitivan povrat prilagođen riziku, osim ako se ne uvedu odgovarajuće mjere upravljanja rizikom.
Velika prednost je što ne koriste fosilna goriva za pokretanje turbine i električnog generatora. Time električna energija nastala u hidroelektranama postaje rentabilnija te neovisna o cijeni i ponudi fosilnih goriva na tržištu. Hidroelektrane imaju predviđen dulji životni vijek nego elektrane na fosilna goriva.

#### Prikladnost za industrijske primjene
Dok mnogi hidroelektrični projekti opskrbljuju javne električne mreže, neki su stvoreni samo za industrijska poduzeća. Namjenski projekti hidroelektrana često se grade kako bi se osigurale znatne količine električne energije potrebne za postrojenja za elektrolizu u proizvodnji aluminija. Brana Grand Coulee prešla je na podršku Alcoa aluminiju u Bellinghamu, Washington, Sjedinjene Države za američke zrakoplove iz Drugog svjetskog rata prije nego što joj je bilo dopušteno opskrbljivati navodnjavanje i struju građanima (uz aluminijsku energiju) nakon rata. U Surinamu je akumulacija Brokopondo izgrađena za opskrbu električnom energijom za industriju aluminija Alcoa . Novozelandska elektrana Manapouri izgrađena je za opskrbu električnom energijom talionice aluminija u Tiwai Pointu.

#### Smanjena emisija CO2
Budući da brane hidroelektrana ne koriste gorivo, proizvodnja električne energije ne proizvodi ugljični dioksid . Dok se ugljični dioksid inicijalno proizvodi tijekom izgradnje projekta, a nešto metana godišnje ispusti rezervoari, hidroelektrane imaju jednu od najnižih emisija stakleničkih plinova u životnom ciklusu za proizvodnju električne energije. Nizak utjecaj hidroelektrične energije na stakleničke plinove posebno je prisutan u umjerenim klimatskim područjima . Veći utjecaj na emisiju stakleničkih plinova nalazi se u tropskim regijama jer rezervoari elektrana u tropskim regijama proizvode veću količinu metana od onih u umjerenim područjima.
Kao i drugi izvori nefosilnih goriva, hidroenergija također nema emisije sumpornog dioksida, dušikovih oksida ili drugih čestica.
Ključna prednost obnovljivih izvora energije, pa tako i hidroelektrana, je smanjena ili u potpunosti eliminirana emisija stakleničkih plinova. Emisija stakleničkih plinova je u potpunosti eliminirana, ako se isključivo promatra samo proces proizvodnje električne energije. Isto se ne može reći za cijelu hidroelektranu, kao sustav sačinjen od brane, turbine i električnog generatora, te hidro akumulacijskog jezera. Međutim, zanimljiva je studija koja je provedene u suradnji Paul Scherrer Institut-a i Sveučilišta u Stuttgartu. Ona je pokazala da su, među svim izvorima energije, hidroelektrane najmanji proizvođači stakleničkih plinova. Slijede redom vjetroelektrane, nuklearne elektrane, energija dobivena foto naponskim ćelijama. Važno je napomenuti da je ta studija rađena za klimatske prilike u Europi te se može primijeniti i na područja Sjeverne Amerike i Sjeverne Azije.

#### Ostale namjene akumulacija
Akumulacije stvorene hidroelektranama često pružaju sadržaje za sportove na vodi, a same postaju turističke atrakcije. U nekim je zemljama akvakultura u akumulacijama uobičajena. Višenamjenske brane postavljene za navodnjavanje podržavaju poljoprivredu uz relativno stalnu opskrbu vodom. Velike hidroelektrane mogu kontrolirati poplave, koje bi inače utjecale na ljude koji žive nizvodno od projekta. Upravljanje branama koje se također koriste u druge svrhe, poput navodnjavanja, je komplicirano.
Akumulacijska jezera hidroelektrana mogu osim svoje primarne funkcije imati još nekoliko pozitivnih aspekata. Svojom veličinom mogu privlačiti turiste, te se na njihovoj površini mogu odvijati razni vodeni sportovi. Također velike brane mogu igrati značajnu ulogu u navodnjavanju, te u regulaciji toka rijeka.

### Promjena okoliša
Također uočeni, negativni, aspekt prilikom gradnje brana je nužnost uništavanja gospodarskih, kulturoloških i prirodnih dobara. Prilikom punjenja hidro akumulacijskog jezera dolazi do nužnog potapanja svega onoga što se našlo ispod površine samoga jezera. Fauna toga područja je primorana na preseljenje, također kao i ljudi. Što se flore tiče, situacija je malo drugačija, prvenstveno u tropskim područjima.

#### Uništenje ekosustava i gubitak zemlje
Velike akumulacije povezane s tradicionalnim hidroelektranama rezultiraju potapanjem velikih područja uzvodno od brana, ponekad uništavajući biološki bogate i produktivne nizinske i riječne dolinske šume, močvare i travnjake. Izgradnja brana prekida tok rijeka i može naštetiti lokalnim ekosustavima, a izgradnja velikih brana i akumulacija često uključuje raseljavanje ljudi i divljih životinja. Gubitak zemlje često je pogoršan fragmentacijom staništa okolnih područja uzrokovanom akumulacijom.
Projekti hidroelektrana mogu biti štetni za okolne vodene ekosustave i uzvodno i nizvodno od lokacije elektrane. Proizvodnja hidroelektrične energije mijenja nizvodni riječni okoliš. Voda koja izlazi iz turbine obično sadrži vrlo malo suspendiranog sedimenta, što može dovesti do struganja riječnih korita i gubitka riječnih obala. Turbine će također ubiti velike dijelove faune koja prolazi kroz njih, na primjer 70 % jegulja koje prolaze kroz turbine će odmah nestati. Budući da se zatvarači turbina često povremeno otvaraju, uočavaju se brze ili čak dnevne fluktuacije riječnog toka.
Ključni dio hidroelektrane je njena brana. Urušavanje brane može dovesti do velikih katastrofa za cijeli ekosustav nizvodno od brane. Sama kvaliteta gradnje, konstrukcije i održavanje brane nije dovoljna garancija da je brana osigurana od oštećivanja. Brane su vrlo primamljiv cilj tijekom vojnih operacija, terorističkih činova i tomu sličnih situacija. Također jedan primjer koji svjedoči opasnosti ljudskim životima je hidroelektrana Tri klanca u Kini. Naime, hidroelektrana se nalazi na rijeci Jangce. To je najveće kineska rijeka i shodno tomu je i rijeka najbogatija vodom, što opravdava izgradnju hidroelektrane na njoj. Međutim, vodeni bazen, tj. hidro akumulacijsko jezero te brane, je toliko veliko da svojom težinom opterećuje zemljinu koru. Ako se uzme u obzir da je to područje geološki nestabilno, tj. da se nalazi na spoju litosfernih ploča, jasno je da postoji opravdani rizik od potresa. Dok znanstvenici strahuju od potresa i urušavanja brane, političari tvrde da takav rizik ne postoji.

#### Suša i gubitak vode isparavanjem
Suša i sezonske promjene padalina mogu ozbiljno ograničiti hidroenergiju. Voda se također može izgubiti isparavanjem.

#### Zamuljivanje i smanjenje protoka
Tekuća voda nosi sitne čestice nizvodno, što ima negativan učinak na brane i njihove elektrane, posebno one na rijekama ili unutar slivova s visokim nanosom mulja. Nanos mulja može ispuniti akumulaciju i smanjiti njenu sposobnost kontrole poplava te uzrokovati dodatni horizontalni pritisak na uzvodni dio brane. Neki rezervoari mogu postati puni sedimenta i beskorisni ili se mogu preliti tijekom poplave i razrušiti brane.
Rijeka svojim tokom nosi vodeni materijal u obliku pijeska i mulja. To s vremenom dovodi do taloženja toga materijala u vodenom bazenu, a posljedica toga je smanjivanje dubine vodenog bazena. Zahvaljujući tome, vodeni bazen gubi svoju ulogu. Akumulaciju vodene mase tijekom kišnih razdoblja, a korištenja iste tijekom suhih razdoblja godine. To se može izbjeći gradnjom raznoraznih kanala koji imaju ulogu premosnice, te se tako odvodi taj sediment. Rezultat je da svaka hidroelektrana ima svoj životni vijek, nakon kojeg postaje neekonomična.

#### Emisije metana iz akumulacije
Manje pozitivni učinci dolaze iz tropskih područjaa. U nizinskim prašumskim područjima, gdje je potrebno natapanje dijela šume, uočeno je da rezervoari elektrana proizvode značajne količine metana. To je zbog biljnog materijala u poplavljenim područjima koji se raspada u anaerobnom okruženju i stvara metan, koji je staklenički plin. Prema izvješću Svjetske komisije za brane, gdje je akumulacija velika u usporedbi s proizvodnim kapacitetom (manje od 100 vata po kvadratnom metru površine) i nije poduzeto krčenje šuma u tom području prije zatvaranja rezervoara, emisije stakleničkih plinova iz rezervoara mogu biti veće od onih iz konvencionalne termoelektrane na loživa ulja.
U područjima gdje je temperatura viša, prilikom truljenja biljnih ostataka zarobljenih pod vodom, u anaerobnim uvjetima, dolazi do stvaranja stakleničkih plinova. U prvom redu nastaju ugljikov dioksid (CO2) i metan. Stvaranje ugljikova dioksida nije zabrinjavajuće. On je ionako već kružio u atmosferi te ga je bilje tijekom svoga rasta, u procesu fotosinteze ugradilo u svoje tkivo. To nije novooslobođeni CO2, kao što nastaje prilikom izgaranja fosilnih goriva. Emisija CO2 oslobođena u hidro akumulacijskim jezerima, veća nego u elektranama u kojima izgara fosilno gorivo, ako prije punjenja bazena vodom šuma nije bila porušena i očišćena. Puno je veći problem stvaranje metana, koji odlazeći u atmosferu pridonosi efektu staklenika.

#### Preseljenje stanovništva
Još jedan nedostatak brana hidroelektrana jest potreba za preseljenjem ljudi koji žive na području planirane akumulacije. Godine 2000. Svjetska komisija za brane procijenila je da je zbog akumulacija u svijetu bilo preseljeno 40–80 milijuna ljudi.

#### Rizici od kolapsa brana
Budući da veliki konvencionalni hidroelektrani s branama zadržavaju velike količine vode, kvar zbog loše izgradnje, prirodnih katastrofa ili sabotaže može biti katastrofalan za nizvodna naselja i infrastrukturu.
Tijekom tajfuna Nina 1975. brana Banqiao u južnoj Kini propala je kada je u roku od 24 sata palo više od godišnje količine kiše. Nastala poplava rezultirala je smrću 26 tisuća ljudi, a još 145 tisuća od epidemija. Milijuni su ostali bez domova.
Izgradnja brane na geološki neprikladnom mjestu može uzrokovati katastrofe poput katastrofe na brani Vajont u Italiji 1963. godine, kada je poginulo gotovo 2000 ljudi.
Kolaps brane Malpasset u Fréjusu u Azurnoj obali u južnoj Francuskoj dogodio se 2. prosinca 1959. U poplavi su poginule 423 osobe.
Manje brane i mikrohidroelektrane stvaraju manji rizik, ali mogu stvarati stalne opasnosti čak i nakon prestanka upotrebe. Na primjer, brana Kelly Barnes s malim zemljanim nasipom propala je 1977., dvadeset godina nakon što je njezina elektrana zatvorena, uzrokujući 39 smrti.

## Hidroelektrična energija po državama
U 2022. hidroelektrane su proizvele 4.289 TWh, 15 % ukupne električne energije i polovicu energije od svih obnovljivih izvora. Od ukupne količine u svijetu najviše je proizvela Kina (30 %), zatim Brazil (10 %), Kanada (9,2 %), Sjedinjene Američke Države (5,8 %) i Rusija (4,6 %).
Paragvaj proizvodi gotovo svu svoju električnu energiju iz hidroelektrana i izvozi daleko više nego što koristi. Veća postrojenja obično grade i njima upravljaju nacionalne vlade, tako da je većina kapaciteta (70 %) u javnom vlasništvu, unatoč činjenici da je (od 2021.) gotovo 70 % postrojenja u vlasništvu i pod upravom privatnog sektora.
Kada se promatra količina električne energije proizvedene u hidroelektranama tijekom nekog razdoblja razlikuju se nominalna snaga koju ta hidroelektrana može ostvariti kada bi cijelo promatrano razdoblja radila punim kapacitetom i stvarna proizvedenu snagu u promatranom razdoblju. Omjer godišnje stvarno proizvedene snage i instalirane snage zove se faktor kapacitivnosti. Instalirana snaga zbroj je snage svih generatora neke države kada bi radili pri nominalnoj snazi tijekom cijele godine.
Sljedeća tablica navodi sljedeće podatke za svaku zemlju:
- ukupna proizvodnja u teravat-satima
- udjel hidroelektrana u ukupnoj proizvodnji
- ukupni kapacitet u gigavatima
- postotni rast kapaciteta i
- faktor kapacitivnosti za tu godinu.

Izvor je Ember s podatcima do 2023. godine, osim ako nije drugačije navedeno. Tablica uključuje samo zemlje s proizvodnjom većom od 1 TWh.

| država                        | proizv. (TWh) | udjel | kap. (GW) | porast (%) | fakt. kap. |
| ----------------------------- | ------------- | ----- | --------- | ---------- | ---------- |
| SVIJET                        | 4183,41       | 14,2  | 1267,90   | 0,6        | 38 %       |
| NR Kina                       | 1226,00       | 13,0  | 370,60    | 0,8        | 38 %       |
| Brazil                        | 428,65        | 60,4  | 109,90    | 0,1        | 50 %       |
| Kanada                        | 364,20        | 57,5  | 83,31     | 0,0        | 50 %       |
| SAD                           | 233,96        | 5,5   | 86,66     | 0,0        | 31 %       |
| Rusija                        | 200,87        | 17,1  | 50,57     | -1,6       | 45 %       |
| Indija                        | 149,17        | 7,6   | 47,33     | 0,2        | 36 %       |
| Norveška                      | 135,96        | 88,5  | 34,40     | 0,4        | 45 %       |
| Vijetnam                      | 80,90         | 29,3  | 22,64     | 0,5        | 41 %       |
| Japan                         | 74,50         | 7,4   | 28,22     | 0,1        | 30 %       |
| Švedska                       | 66,07         | 39,7  | 16,40     | 0,0        | 46 %       |
| Venezuela (2022)              | 65,68         | 77,6  | 16,81     | 0,0        | 45 %       |
| Turska                        | 63,72         | 19,9  | 31,78     | 0,7        | 23 %       |
| Kolumbija                     | 54,24         | 62,5  | 13,21     | 5,3        | 47 %       |
| Francuska                     | 53,19         | 10,4  | 24,14     | -0,4       | 25 %       |
| Paragvaj (2022)               | 43,87         | 99,7  | 8,81      | 0,0        | 57 %       |
| Austrija                      | 39,79         | 59,4  | 14,71     | -1,4       | 31 %       |
| Švicarska                     | 39,00         | 54,8  | 15,28     | 1,4        | 29 %       |
| Italija                       | 37,94         | 14,5  | 18,85     | -0,4       | 23 %       |
| Pakistan                      | 37,90         | 23,5  | 10,64     | 0,0        | 41 %       |
| Laos (2022)                   | 33,40         | 72,7  | 9,65      | 7,7        | 40 %       |
| Malezija                      | 31,51         | 16,8  | 6,21      | 0,0        | 58 %       |
| Peru                          | 31,51         | 52,6  | 5,50      | 0,0        | 65 %       |
| Argentina                     | 29,90         | 20,4  | 10,39     | 0,0        | 33 %       |
| Ekvador                       | 26,61         | 76,4  | 5,19      | 0,0        | 59 %       |
| Novi Zeland                   | 26,04         | 58,5  | 5,68      | 0,0        | 52 %       |
| Indonezija                    | 24,59         | 7,0   | 6,78      | 1,3        | 41 %       |
| Čile                          | 23,90         | 28,6  | 7,47      | 2,5        | 37 %       |
| Iran                          | 22,65         | 5,9   | 11,68     | 1,6        | 22 %       |
| Meksiko                       | 20,40         | 5,8   | 13,30     | 0,0        | 18 %       |
| Španjolska                    | 20,01         | 7,4   | 16,81     | 0,0        | 14 %       |
| Njemačka                      | 19,47         | 3,9   | 5,74      | 2,1        | 39 %       |
| Tadžikistan (2022)            | 18,66         | 89,4  | 5,76      | 0,3        | 37 %       |
| Rumunjska                     | 18,30         | 32,5  | 6,57      | 0,0        | 32 %       |
| Zambija (2022)                | 17,09         | 87,8  | 3,17      | 17,0       | 62 %       |
| Mozambik (2022)               | 15,49         | 81,4  | 2,19      | 0,0        | 81 %       |
| Australija                    | 15,26         | 5,6   | 8,44      | 9,5        | 21 %       |
| Finska                        | 15,11         | 18,9  | 3,18      | 0,3        | 54 %       |
| Etiopija (2022)               | 14,75         | 95,7  | 4,82      | 18,4       | 35 %       |
| Island (2022)                 | 13,94         | 70,2  | 2,11      | 0,0        | 75 %       |
| Egipat                        | 13,82         | 6,3   | 2,83      | 0,0        | 56 %       |
| Sjeverna Koreja (2022)        | 12,82         | 57,5  | 4,89      | 0,6        | 30 %       |
| Angola (2022)                 | 12,64         | 74,6  | 3,73      | 0,0        | 39 %       |
| Srbija                        | 12,19         | 32,0  | 2,49      | 0,0        | 56 %       |
| Kirgistan (2022)              | 11,90         | 85,9  | 2,78      | 0,0        | 49 %       |
| Ukrajina (2022)               | 11,10         | 9,9   | 4,82      | 0,0        | 26 %       |
| DR Kongo (2022)               | 11,00         | 99,6  | 2,93      | 12,3       | 43 %       |
| Sudan (2022)                  | 11,00         | 61,6  | 1,48      | 0,0        | 85 %       |
| Portugal                      | 10,98         | 24,5  | 8,19      | 0,0        | 15 %       |
| Gruzija                       | 10,85         | 75,5  | 3,45      | 2,1        | 36 %       |
| Nepal (2022)                  | 9,67          | 98,5  | 2,20      | 11,7       | 50 %       |
| Mjanmar                       | 9,37          | 51,6  | 3,27      | 0,0        | 33 %       |
| Panama (2022)                 | 9,24          | 69,2  | 1,84      | 1,7        | 57 %       |
| Filipini                      | 9,08          | 7,7   | 3,09      | 1,6        | 34 %       |
| Butan (2022)                  | 9,00          | 100,0 | 2,33      | 0,0        | 44 %       |
| Kazahstan                     | 8,79          | 7,8   | 2,90      | 3,2        | 35 %       |
| Kostarika                     | 8,45          | 70,5  | 2,37      | 1,7        | 41 %       |
| Nigerija                      | 8,28          | 20,4  | 2,85      | 32,6       | 33 %       |
| Hrvatska                      | 7,87          | 46,5  | 2,21      | 0,0        | 41 %       |
| Gana (2022)                   | 7,50          | 33,3  | 1,58      | 0,0        | 54 %       |
| Albanija (2022)               | 6,96          | 99,4  | 2,49      | -0,8       | 32 %       |
| Tajland                       | 6,59          | 3,5   | 3,11      | 0,0        | 24 %       |
| Bosna i Hercegovina           | 6,37          | 37,4  | 1,84      | 0,0        | 40 %       |
| Zimbabve (2022)               | 5,88          | 65,9  | 1,08      | 0,0        | 62 %       |
| Ujedinjeno Kraljevstvo        | 5,19          | 1,8   | 2,19      | 0,0        | 27 %       |
| Šri Lanka (2022)              | 5,11          | 29,4  | 1,83      | 1,7        | 32 %       |
| Gvatemala (2022)              | 5,08          | 38,6  | 1,57      | 0,0        | 37 %       |
| Kamerun (2022)                | 5,00          | 61,6  | 0,81      | 0,0        | 70 %       |
| Uzbekistan (2022)             | 4,97          | 6,7   | 2,23      | 8,8        | 25 %       |
| Slovenija                     | 4,96          | 32,6  | 1,16      | -0,9       | 49 %       |
| Uganda (2022)                 | 4,81          | 89,2  | 1,03      | 2,0        | 53 %       |
| Slovačka                      | 4,63          | 15,6  | 1,62      | 0,0        | 33 %       |
| Kambodža (2022)               | 4,00          | 45,4  | 1,68      | 26,3       | 27 %       |
| Honduras (2022)               | 4,00          | 33,3  | 0,91      | 7,1        | 50 %       |
| Republika Kina                | 3,96          | 1,4   | 2,10      | 0,0        | 22 %       |
| Grčka                         | 3,87          | 7,8   | 3,43      | 0,3        | 13 %       |
| Latvija                       | 3,80          | 60,8  | 1,57      | -1,3       | 28 %       |
| Južna Koreja                  | 3,72          | 0,6   | 1,80      | -0,6       | 24 %       |
| Urugvaj                       | 3,62          | 27,4  | 1,54      | 0,0        | 27 %       |
| Obala Bjelokosti (2022)       | 3,35          | 30,1  | 0,88      | 0,0        | 43 %       |
| Bugarska                      | 3,11          | 7,8   | 2,53      | 0,0        | 14 %       |
| Tanzanija (2022)              | 2,82          | 31,3  | 0,60      | 1,7        | 54 %       |
| Kenija                        | 2,70          | 22,1  | 0,86      | 0,0        | 36 %       |
| Irak (2022)                   | 2,65          | 2,3   | 1,56      | 0,0        | 19 %       |
| Poljska                       | 2,38          | 1,4   | 0,98      | 0,0        | 28 %       |
| Češka                         | 2,34          | 3,1   | 1,12      | 0,9        | 24 %       |
| Bolivija                      | 2,31          | 19,0  | 0,74      | 0,0        | 36 %       |
| Crna Gora                     | 2,13          | 52,1  | 0,70      | 0,0        | 35 %       |
| Armenija (2022)               | 2,00          | 22,8  | 1,35      | 0,0        | 17 %       |
| Gvineja (2022)                | 2,00          | 65,8  | 0,81      | 37,3       | 28 %       |
| JAR                           | 1,69          | 0,7   | 0,75      | 0,0        | 26 %       |
| Sjeverna Makedonija           | 1,65          | 23,5  | 0,70      | 0,0        | 27 %       |
| Salvador                      | 1,62          | 21,8  | 0,57      | 0,0        | 32 %       |
| Azerbajdžan (2022)            | 1,60          | 5,5   | 1,16      | 0,0        | 16 %       |
| Mali (2022)                   | 1,40          | 37,3  | 0,46      | 43,8       | 35 %       |
| Malavi (2022)                 | 1,05          | 77,8  | 0,39      | 0,0        | 31 %       |
| Dominikanska Republika (2022) | 1,00          | 4,6   | 0,62      | 0,0        | 18 %       |